# USCGC Grand Isle (WPB-1338)
L'USCGC Grande Isle (WPB-1338) est un navire de classe Island de l'United States Coast Guard. Il a été construit par Bollinger Shipyards (en) à Lockport aux USA et lancé en 1991.

## Historique
Retiré du service en 2012, il a été vendu en 2016 à l'Agence pakistanaise de sécurité maritime dans le cadre du programme Excess Defence Articles (EDA) du Bureau des acquisitions internationales, en collaboration avec le navire jumeau USCGC Key Biscayne.
Il est en service sous le nom de PMSS Sabqat (1066).